# Mike Vogel
Michael James „Mike” Vogel (ur. 17 lipca 1979 w Abington) – amerykański aktor filmowy i telewizyjny, model.

## Życiorys
Urodził się w Abington w Pensylwanii, na przedmieściach Filadelfii, w rodzinie pochodzenia niemieckiego jako syn Kathy i Jima Vogela. Wychował się w Warminster Township w hrabstwie Bucks w Pensylwanii. Obaj jego dziadkowie walczyli podczas II wojny światowej; jeden był dowódcą czołgu, który walczył w bitwie o Ardeny, a drugi był w Seabees w United States Navy. Vogel ma dwoje młodszego rodzeństwa: brata Daniela Aarona i siostrę Kristin. Uczęszczał do William Tennent High School, gdzie był w drużynie zapaśniczej studentów pierwszego roku. Naukę kontynuował na Cairn University. Studiował aktorstwo w Lynette Sheldon Actors' Studio w Nowym Jorku.
4 stycznia 2003 ożenił się z Courtney Renee Raborg, z którą ma troje dzieci: córki Cassy Renee (ur. 20 lutego 2007) i Charlee B. (ur. 2 czerwca 2009) oraz syna Gabriela (ur. 25 września 2013).

## Filmografia

### Filmy
- 2003: Grind jako Eric Rivers
- 2003: MTV: Wichrowe wzgórza (Wuthering Heights, TV) jako Heath
- 2003: Teksańska masakra piłą mechaniczną (The Texas Chainsaw Massacre) jako Andy
- 2005: Supercross jako Trip Carlyle
- 2005: Stowarzyszenie wędrujących dżinsów (The Sisterhood of the Traveling Pants) jako Eric Richman
- 2005: Spustoszenie (Havoc) jako Toby
- 2005: Z ust do ust (Rumor Has It...) jako Blake Burroughs
- 2006: Posejdon (Poseidon) jako Christian
- 2006: Kofeina (Caffeine) jako Danny
- 2007: Spirala życia i śmierci (The Deaths of Ian Stone) jako Ian Stone
- 2008: Projekt: Monster (Cloverfield) jako Jason „Hawk” Hawkins
- 2009: Po drugiej stronie korytarza (Across the Hall) jako Julian
- 2009: Uciec przeznaczeniu (Open Graves) jako Jason
- 2010: Blue Valentine jako Bobby Ontario
- 2010: Heaven's Rain jako Brooks Douglass
- 2010: Dziewczyna z ekstraklasy (She's Out of My League) jako Jack
- 2011: Służące (The Help) jako Johnny Foote
- 2011: Ilu miałaś facetów? (What's Your Number?) jako Dave Hansen
- 2013: McCanick jako Floyd Intrator
- 2013: Jake do kwadratu (Jake Squared) jako aktor Jake
- 2014: Wymarzeni (In My Dreams, TV) jako Nick Smith
- 2015: The Boy jako Brandon
- 2016: Wild Man jako Brock
- 2017: Sprawa Chrystusa (The Case for Christ) jako Lee Strobel
- 2017: Wojna płci (Battle of the Sexes) jako Miles
- 2018: The Amendment jako Brooks Douglass
- 2019: Sekretna obsesja (Secret Obsession) jako Russell Williams / Ryan Gaerity
- 2020: Wyspa fantazji (Fantasy Island) jako pułkownik Sullivan

### Seriale TV
- 2001–2004: Uziemieni (Grounded for Life) jako Dean Peramotti
- 2010: Miami Medical jako dr Chris „C” Deleo
- 2011: Pan Am jako Dean Lowrey
- 2013: Bates Motel jako zastępca Zack Shelby
- 2013–2015: Pod kopułą (Under the Dome) jako Dale „Barbie” Barbara
- 2015: Koniec dzieciństwa (Childhood's End) jako Ricky Stormgren
- 2017–2018: The Brave jako  Adam Dalton, dowódca grupy operacyjnej ISA